# 571 v.Chr.

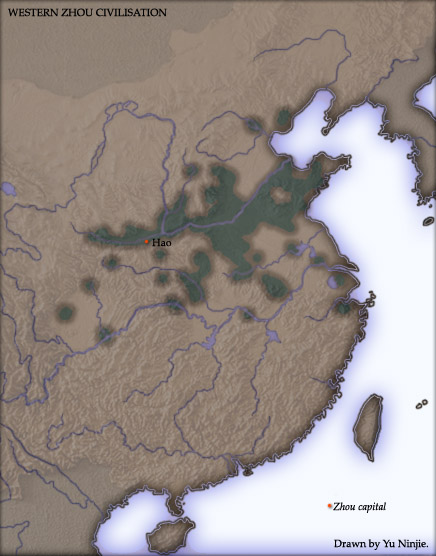
De Westelijke Zhou-dynastie (China)

Het jaar 571 v.Chr. is een jaartal volgens de christelijke jaartelling.

## Gebeurtenissen

### Mesopotamië
- Koning Nebukadnezar II verovert de vestingstad Tyrus (huidige Libanon) en vergroot de invloedssfeer van het Nieuw-Babylonische Rijk.

### Griekenland
- Solon, Atheens dichter, begint een tienjarige reis naar Egypte, waar hij de Atlantis-legende te horen krijgt.

### China
- Lingwang (571 v.Chr. - 545 v.Chr.) bestijgt de troon en wordt keizer van de Zhou-dynastie.

### Religie
- Ezechiël beëindigt zijn werkzaamheden als profeet (waarschijnlijke datum).

## Overleden
- Ezechiël, Israëlisch profeet (waarschijnlijke datum)